# Myrmecocichla nigra
Myrmecocichla nigra là một loài chim trong họ Muscicapidae.